# Adamstil
Der Adamstil (eng. Adam style) ist ein klassizistischer Architekturstil (Classical Revival), welcher vorwiegend durch den schottischen Architekten Robert Adam (1728–1792) sowie seinen Bruder James Adam geprägt und nach ihnen benannt wurde. Der dritte Bruder war der Architekt John Adam (1721–1792); sie waren Söhne des führenden schottischen Architekten William Adam (1689–1748), eines Vertreters des Klassizismus.

## Darstellung
Der Adamstil stellt eine Auslegung des englischen Palladianismus dar, in dem aber pittoreske klassische Formen einfließen, wie sie u. a. auch bei Rotunden und den Thermenbauten der römischen Kaiserzeit zu finden sind, und ist geprägt durch die griechische und römische Bauweise der Antike. In England löste dieser das Rokoko ab und verlief parallel zum Louis-seize-Stil. Der Adamstil gehört zwar der Stilrichtung des Frühklassizismus an, vermischte aber klassizistisch antikisierende Motive teilweise auch mit solchen der beiden damals beliebten „irregulären“ Stile, der Chinoiserie und der Neugotik (die Horace Walpole um 1747 für seinen Landsitz Strawberry Hill „erfunden“ hatte). Der Adamstil, ebenso wie die Möbel von Thomas Chippendale, kombinierte teilweise auch Motive von Rokoko, Chinoiserie, Neugotik und Klassizismus (siehe: Chinoiserien in Großbritannien). Aufgrund von Publikationen übten die Entwürfe der Brüder Adams auch international einen gewissen Einfluss aus, besonders in der Innendekoration. 
Der Begriff bzw. Stil findet sich auch in der Innenarchitektur und bei Möbelentwürfen. In Berlin und seiner Umgebung wurde dieser auch unter dem Namen Muthesius bekannt, benannt nach Hermann Muthesius als deutschem Vertreter dieses Stils.

## Verbreitung
Die von Robert Adam in diesem Stil entwickelte „britische Säulenordnung“ wurde u. a. im Carlton House in der Londoner Pall Mall im Rahmen zahlreicher Umbauarbeiten verwirklicht.
In den Vereinigten Staaten von Amerika wurde ab 1788 das Wohngebäude von William Hamilton in diesem Stil umgebaut. Dort, wie auch in England war die ovale Bauform vor Adam, wie sie z. B. in Frankreich bereits im Château de Vaux-la-Douce praktiziert wurde, weitgehend unbekannt.
Als Georgian Style floss er in die britisch-bürgerliche Architektur ein und prägt damit Städte wie Bath und Edinburgh.